# 앤서니 리케츠
앤서니 리케츠(Anthony Ricketts, 1979년 3월 12일 ~, 뉴사우스웨일스주 시드니)는 오스트레일리아 출신의 프로 스쿼시 선수이다.
리켓은 2005년 브리티쉬 오픈 스쿼시 챔피언십에서 결승전에서 제임스 윌스트롭을 11-7 11-9 11-7의 스코어로 이기고 우승을 차지하였다. 또한 그는 2005년 토너먼트 오브 챔피언즈 타이틀과 2006년 슈퍼 시리즈 파이널즈의 우승도 거머쥐었다.
2002년 코먼웰스 게임에서 리켓은 스튜어트 보스웰과 호흡을 맞추어 남자복식에서은메달을 획득했고 그들은 다시 짝을 이루어 2006년 코먼웰스 게임에서 또다시 은메달을 거머쥐었다. 그들 복식은 세계 복식 스쿼시 챔피언십 남자복식에서 우승을 하였다
리켓은 2003년 세계 팀 스쿼시 챔피언십에서 우승한 호주팀의 일원이었다.

## 생애
커다란 성공을 거둔 2002년 이후(그 해 던롭 PSA 세계 랭킹에서 18위에서 7위로 도약) 안소니 리켓은 2003년 10월에 세계 랭킹 6위로 올라섰다.
그러나 2004년 1월에 열린 아파와미스(Apawamis) 오픈에서 생긴 무릎 부상으로 인해 그는 시드니에서 영국으로 건너와 재활에 임했고 7개월 후에 PSA 투어에 재기하였다 셰필드에서 열린 잉글리시 오픈에서(1년 후에 처음으로 브리티시 오픈 타이틀을 놓고 싸웠고 그의 경력에 더했다) 세계랭킹 3위에 올랐다.
리켓은 2000년 홍콩 오픈에서 처음으로 국제무대에 등장하였으며 그는 슈퍼 시리즈 이벤트(Super Series event)에서 준결승전에 올랐다. 몇 달 후에 그는 호주오픈에서 탑시드인 폴 프라이스를 결승전에서 이기고 처음으로 그의 국내무대타이틀을 획득했다.
2005년 2월 뉴욕, 토너먼트 오브 챔피언즈(Tournament of Champions)에서 10번 시드를 받았고 그는 3번시드를 받은 피터니콜을 누르고 , 준결승전에서 아버 사바나를 격퇴했다. 결승전에서 월드 챔피언이자 세계랭킹1위 티에리 링코우를 이겼다.
"이 순간 만큼은 나에게 있어 최고의 순간입니다. 나는 오랜 기간을 기다려왔죠"라고 말하는 리켓은 프랑스선수를 맞아 89분간의 혈투속에 11-10 7-11 11-9 6-11 11-7 로 이기고 그의 경력에 가장큰 명예를 거머쥔 다음이었다. 그러나 아직 더 좋은 활약이 남아 있었는데, 맨체스터에서 열린 2005 브리티시 오픈에서 6번 시드를 배정받은 리켓은 피터니콜을 준결승전에서 누르고 곧바로 다른 영국선수인 제임스 윌스트롭을 결승전에서 맞이하여 이 고귀한 트로피에 자신의 이름을 추가하였다.
이런 성공으로 인해 리켓은 랭킹 3위로 올라섰고-처음으로 호주 최고 랭커가 되었다-그리고 그는 계속해서 11월의 카타르 클래식(November's Qatar Classic)을 통해서 그는 7번 시드를 받고 준결승전에 올랐다.
12월에 "en-route to the final of the maiden Saudi International"에서 리켓은 피터니콜과 탑시드인 링코우를 맞아 이들을 패배시키고, 네 번째 PSA 올해의 첫 등장(final appearance of the year)을 해낸 것을 축하하였다.
이 영국 출신의 호주인의 성공은 2006년 2월 그가 런던에서 열린 Canary Wharf Classic 결승전에 올라갈 때까지 계속되었고, 그는 멜보르네(Melbourne)에서 열린 코먼웰스 게임 복식에서 은메달(스튜어트 보스웰(Stewart Boswell)과 함께)을 차지하였다.

## 같이 보기
- 스쿼시 선수 목록